# Trezzo Tinella
Trezzo Tinella är en ort och kommun i provinsen Cuneo i regionen Piemonte i Italien. Kommunen hade 309 invånare (2018).